# Grundforskning
Grundforskning är det vetenskapliga studium som inte direkt syftar till praktisk nytta utanför vetenskapens område; det förutsättningslösa sökandet efter ny kunskap. 
Vetenskap som inte är grundforskning är tillämpad forskning. Denna bygger i hög grad på den kunskap som grundforskningen har genererat.